# Grit & Grind
Grit & Grind è il settimo album del rapper statunitense E-40. Pubblicato il 9 luglio del 2002, è distribuito dalla Sick Wid It e dalla Jive Records.
L'album raggiunge la tredicesima posizione nella Billboard 200 e la quinta nella chart degli album hip hop.
| Recensione | Giudizio |
| ---------- | -------- |
| AllMusic   | [ 1 ]    |
| HipHopDX   | [ 2 ]    |
| RapReviews | (8.5/10) |
| Vibe       | [ 4 ]    |

## Tracce
1. Why They Don't Fuck With Us – 4:06
2. The Slap – 4:03
3. Automatic (featuring Fabolous) – 4:42
4. Rep Yo' City (featuring Petey Pablo, Bun B, 8Ball, Lil Jon & The Eastside Boyz) – 5:13
5. It's All Gravity – 4:20
6. 7 Much (featuring Kokane) – 3:27
7. Mustard & Mayonnaise (Intro) – 0:59
8. Mustard & Mayonnaise – 3:48
9. My Cup (featuring Suga T) – 3:46
10. Whomp Whomp (featuring Keak Da Sneak & Harm) – 3:51
11. Lifestyles – 3:58
12. Til The Dawn (featuring Suga Free & Bosko) – 4:38
13. End Of The World – 4:47
14. It's a Man's Game – 3:41
15. Pimps, Hustlas (Intro) (featuring James "Stomp Down" Bailey) – 1:06
16. Pimps, Hustlas – 4:00
17. Fallin' Rain – 3:47
18. Roll On (featuring Afroman & B-Legit) – 5:34

## Classifiche settimanali
| Classifica (2002)         | Posizione massima |
| ------------------------- | ----------------- |
| Stati Uniti               | 13                |
| US Top R&B/Hip-Hop Albums | 5                 |